# Carlos Cárdenas Ortiz
Carlos Cárdenas Ortiz es un político colombiano miembro del Partido de la U, elegido por elección popular para integrar el Senado de Colombia.

## Carrera profesional
Cárdenas Ortiz fue asesor del Banco Caja Agraria en 1992 y consultor del Programa Mundial de Alimentos PMA DRI en 1995.

## Congresista de Colombia
En las elecciones legislativas de Colombia de 2006, Cárdenas Ortiz fue elegido senador de la república de Colombia con un total de 28587 votos.

### Iniciativas
El legado legislativo de Carlos Cárdenas Ortiz se identificó por su participación en las siguientes iniciativas desde el congreso:

- Crear la estampilla Prodeporte (Archivado).[3]
- Crear el fondo nacional para la educación superior, preescolar y básica de las personas con discapacidad y la equiparación de oportunidades.[4]
- Creación de las figuras de vicegobernador y vicealcalde (Archivado).[5]
- Reformar la integración del Senado, creando circunscripciones electorales especiales para los Llanos orientales, la Amazonia y las comunidades afrocolombianas (Archivado).[6]
- Convocar a un referendo constitucional y se somete a consideración del pueblo un proyecto de reforma constitucional (Archivado).[7]
- Dictar disposiciones encaminadas a preservar el equilibrio de poderes, pesos y contrapesos consagrados en la Constitución Política, sin afectar el sistema de colaboración armónica establecida por el constituyente de 1991 (Archivado).[8]
- Reformar el artículo 67 de la Constitución Política de Colombia -Conocimiento de la Historia de Colombia- (Archivado).[9]
- Establecer la formación para el desarrollo personal, familiar y social de niños, niñas y adolescentes, a través de un proyecto de vida que se constituye en eje vinculante y articulado de los actores comprometidos con la formación (Archivado).[10]
- Proyecto de Acto Legislativo que establece la figura del Vicegobernador y el Vicealcalde (Archivado).[11]
- Asignar funciones al Consejo Profesional Nacional de Ingeniería, Copnia (Sancionado como ley).[12]

## Carrera política
Su trayectoria política se ha identificado por:

### Partidos políticos
A lo largo de su carrera ha representado los siguientes partidos:
| Partido político | Fecha Inicio        | Fecha Fin           |
| Partido de la U  | 20 de julio de 2006 | 19 de julio de 2010 |

### Cargos públicos
Entre los cargos públicos ocupados por Carlos Cárdenas Ortiz, se identifican:
| Cargo público           | Partido político | Fecha Inicio        | Fecha Fin           |
| Senador de la República | Partido de la U  | 20 de julio de 2006 | 19 de julio de 2010 |